# Subida al Naranco 2002
La Subida al Naranco 2002, trentaseiesima edizione della corsa, si svolse il 14 maggio su un percorso di 161 km. Fu vinta dallo spagnolo Gonzalo Bayarri della Jazztel-Costa de Almeria davanti ai connazionali Aitor Osa e Óscar Sevilla.

## Ordine d'arrivo (Top 10)
| Pos. | Corridore            | Squadra                  | Tempo    |
| ---- | -------------------- | ------------------------ | -------- |
| 1    | Gonzalo Bayarri      | Jazztel-Costa de Almeria | 3h53'56" |
| 2    | Aitor Osa            | iBanesto.com             | a 3"     |
| 3    | Óscar Sevilla        | Kelme                    | a 11"    |
| 4    | Vladimir Karpets     | Itera                    | s.t.     |
| 5    | Massimiliano Gentili | Acqua & Sapone           | a 14"    |
| 6    | Leonardo Bertagnolli | Saeco                    | a 18"    |
| 7    | Rubén Lobato         | Acqua & Sapone           | a 20"    |
| 8    | Félix García Casas   | Big Mat-Auber 93         | s.t.     |
| 9    | Dawid Krupa          | CCC-Polsat               | s.t.     |
| 10   | Mikel Zarrabeitia    | ONCE-Eroski              | s.t.     |